# ⵣ
Pour la lettre cyrillique, voir ж.

Un yaz sur le drapeau Amazigh.

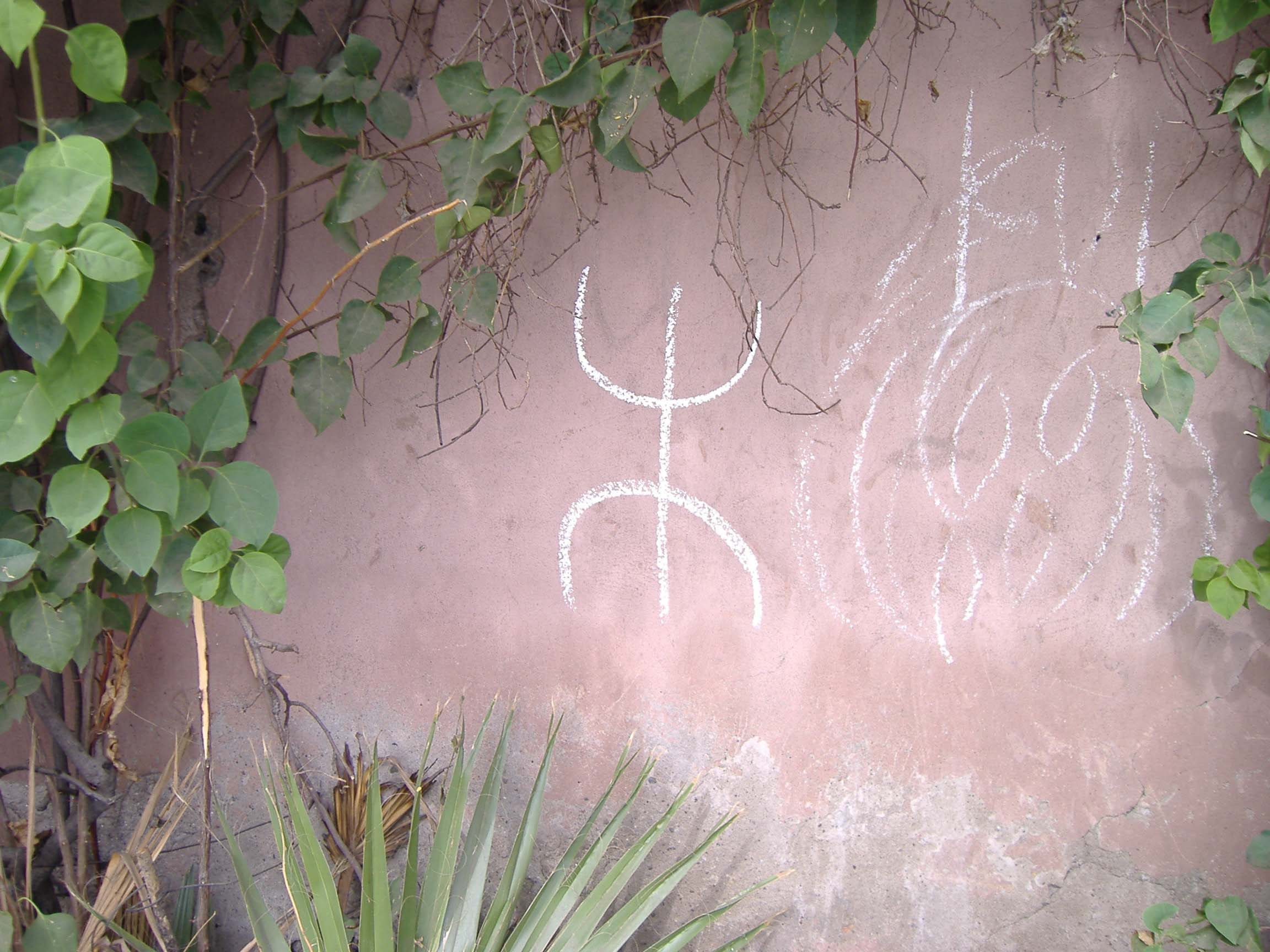
Un yaz sur un mur, symbolisant la culture berbère.

ⵣ, appelée « yaz » qui veut dire « Homme, humain libre »[réf. nécessaire], est une lettre du tifinagh, l'alphabet utilisé pour écrire les langues berbères. Elle représente la consonne fricative alvéolaire voisée /z/.
Cette lettre est conservée à l'origine comme symbole des régions de racine amazigh[réf. nécessaire][source insuffisante][Interprétation personnelle ?], des îles Canaries jusqu'en Égypte[réf. nécessaire]. Elle devient ensuite lettre-symbole de la cause culturelle Amazigh, puis est reprise lors de la création du drapeau amazigh par des militants issus de ces régions. Elle se généralise ensuite aux militants de la berberité de l'ensemble de l'Afrique du Nord.

## Symbolisme
(décembre 2020).
Le yaz est aussi le symbole de la langue et de la culture amazigh en Afrique du Nord, représentant la personne libre[réf. nécessaire], il y aurait justement une interprétation beaucoup partagée selon laquelle il représenterait un maillon de chaîne brisé(⛓️ⵣ)[Quoi ?][pourquoi ?][réf. nécessaire], symbolisant ainsi philosophiquement l'être humain devenu libre après s'être libéré de toutes ses chaînes. C'est aussi le symbole de la paix Dans la culture berbère, il représente aussi le ciel et la terre[réf. nécessaire], et la relation entre l'être humain et l’univers[réf. nécessaire].

## Représentations informatiques
Le yaz peut être représenté avec les caractères Unicode suivant :
| représentations | chaînes de caractères | points de code | descriptions         |
| --------------- | --------------------- | -------------- | -------------------- |
| ⵣ               | ⵣ                     | U+2D63         | lettre tifinaghe yaz |